# 斯图尔特·比瑟尔
斯图尔特·比瑟尔（英語：Stuart Bithell，1986年8月28日—），英国男子帆船运动员。他曾代表英国参加2012年和2020年夏季奥林匹克运动会帆船比赛，获得一枚金牌和一枚银牌。